# Asparagoideae
Asparagoideae is een botanische naam, voor een onderfamilie van eenzaadlobbige planten. Of een dergelijke onderfamilie erkend wordt en met welke plaatsing en samenstelling zal nogal eens wisselen, afhankelijk van de taxonomische opvatting.
In een artikel dat het APG III-systeem (2009) begeleidt, worden er in de Aspergefamilie (Asparagaceae) zeven onderfamilies onderscheiden, waarvan dit er dan een is. In dat geval is de samenstelling van de groep dezelfde als die in het APG II-systeem (2003) gebruikt werd voor de familie-in-enge-zin: ze bestaat uit enkele honderden soorten in twee geslachten: Asparagus en Hemiphylacus.

## Soorten
- Asperge (Asparagus officinalis)
  - Asparagus racemosus